# Сунь Фэн

## Биография
Сунь Фэн (Sun Feng, 孙锋), (родился 5 ноября 1971 года в Китайской Народной Республике) — российский фотограф, куратор, искусствовед и меценат, известный своей деятельностью в области искусства и культуры, а также укреплением культурных связей между Россией и Китаем. Член-корреспондент Российской академии художеств по отделению новейших художественных течений с 2023 года.
Является первым гражданином КНР, избранным членом-корреспондентом Российской академии художеств.

## Образование и учёная степень
Окончил Российский университет дружбы народов (РУДН) в 2010 году, где получил степень кандидата филологических наук. Диссертация была посвящена китайской фотожурналистике как важному средству формирования объективного образа Китая.

## Профессиональная деятельность
С 2020 года является советником ректора Московского государственного академического художественного института им. В.И. Сурикова, с 2023 года является старшим преподавателем, а с 2024 года занимает должность проректора по научной работе. С 2024 года — советник ректора Саратовской государственной консерватории им. Л.В. Собинова.

## Кураторские проекты
Организовал и курировал крупные выставки и культурные проекты, включая:
```
   Выставка Цао Дань "Китайский художник в России" (Москва, 2011)
   Выставка живописи и графики на открытии филиала Строительного банка Китая (Москва, 2013)
   Выставка китайской живописи и каллиграфии в Китайском культурном центре (Москва, 2016)
   Бранденбургский международный музыкальный конкурс (Москва, 2017, 2018)
   Московский международный мастер-класс аккордеона и баяна (Москва, 2017, 2018)
   Выставка "Непричёсанная Москва" (Москва, 2018)
   Мастер-класс президента РАХ З.К. Церетели для учащихся школы "Солнце" (2018)
   Пленэры "Горячий Ключ" (2021, 2022, 2023)
   Сокуратор проекта "Шёлковый путь" на юбилейной выставке З.К. Церетели "Солнечный сад" в Московском музее современного искусства (2024)
```

## Научные публикации
Автор ряда публикаций по китайской фотожурналистике. Наиболее значимые из них:
```
   "Развитие китайской фотожурналистики в 90-е годы XX века" (Материалы конференции "СМК на рубеже тысячелетий", М.: Изд-во РУДН, 2005)
   "Китайская фотожурналистика в 2004 году" (Материалы конференции "СМК на рубеже тысячелетий", М.: Изд-во РУДН, 2005)
   "Развитие современного китайского образования по фотожурналистике" (Москва, 2006)
   "Фотожурналистика Китая в период культурной революции" (Вестник РУДН. Серия: Литературоведение. Журналистика, 2009)
   "Появление и начальное развитие китайской документалистики. 1905-1931" (Российско-китайские исследования, 2020)
```

## Награды и признание
Награждён за вклад в культуру и укрепление международных связей:
```
   Грамота РУДН за персональную фотовыставку (2005)
   Государственная премия Министерства образования КНР (2006)
   Памятная медаль Бранденбургского международного музыкального конкурса (2017)
   Почётное звание профессора Московского государственного академического художественного института им. В.И. Сурикова (2019)
   Серебряный диск Российской академии музыки имени Гнесиных за достижения в баянном искусстве (2020)
```

## Награды Российской академии художеств
Получил признание и награды от Российской академии художеств:
```
   Благодарность РАХ за укрепление творческих связей между Россией и Китаем (2014)
   Серебряная медаль РАХ "Достойному" за вклад в международные художественные проекты (2016)
   Золотая медаль РАХ "Достойному" за меценатство и многолетнюю кураторскую деятельность (2022)
```